# Nagybánhegyes
Nagybánhegyes là một thị trấn thuộc hạt Békés, Hungary. Thị trấn này có diện tích 42,24 km², dân số năm 2010 là 1186 người, mật độ 28 người/km².